# Ulisse Barbieri
Ulisse Barbieri (Mantova, 8 febbraio 1842 – San Benedetto Po, 22 dicembre 1899) è stato un drammaturgo, scrittore, patriota, paroliere e compositore italiano.

## Biografia
Figlio di Paolo, professore di botanica, e di Carolina Binder, fu arrestato ancora sedicenne nel 1858 dalla polizia austriaca. Quattro anni di carcere, trascorsi tra Mantova, Peschiera del Garda, Milano e Venezia lo tennero lontano da studi regolari. Nonostante la condizione di recluso si fece una vasta cultura fatta di intense letture, seppure frammentarie e disordinate. 
Nel 1863, scarcerato, ritornò nella città natale ancora sotto dominazione austriaca. Nel 1866 partecipò alla III guerra d'indipendenza aggregato ai Cacciatori delle Alpi passando da Como, Brescia, Desenzano, Salò fino ad essere ferito sulle montagne trentine intorno al lago d'Idro.
Rientrato a Mantova cominciò un'intensa attività letteraria fatta di romanzi, drammi, commedie, libretti d'opera e poesie.
Nel 1867 si trasferì a San Benedetto Po dove oltre che alimentare la sua multiforme e incessante creatività, intraprese un impegno politico all'interno del nascente movimento socialista. Scrisse su giornali socialisti e anarchici e infine tra 1887 e 1888 diresse a Genova il settimanale socialista Combattiamo! .
Ulisse Barbieri giunse a emigrare in Brasile anche per sfuggire processi di natura politica. Dal Brasile nel 1894 scrisse alla rivista teatrale L'arte drammatica, che così riportò la sua corrispondenza: "Ulisse Barbieri ci scrive che a S. Pier d'Arena i suoi drammi brasiliani recitati dalla Compagnia Micheletti-Pezzaglia fecero furore: fanatizzò la piccola e già tanto brava Paola Pezzaglia". Nel 1895 rientrò definitivamente a San Benedetto Po morendovi il 22 dicembre 1899.

## Le canzoni
Ulisse Barbieri è stato anche un autore di canzoni: alcune di esse sono state riprese anche a distanza di molti anni. Possiamo ricordare, per esempio, Il crack delle banche, ripresa da Fausto Amodei nel 1960, e Inno abissino, incisa da Maria Monti nel 1963.

## Opere
- Che fanno al mondo, raccolta di poesie, 1864.
- Poesie varie, Mantova, Stab. tip. di Luigi Segna, 1864.
- Scene del campo. I volontari del Tirolo. Memorie d'un garibaldino, Milano, 1866.
- I garibaldini in Tirolo, dramma in due atti, Milano, 1866.
- Il delitto legale, dramma in un atto, 1867.
- Il palazzo del diavolo. Leggenda mantovana, romanzo, Milano, 1868.
- I briganti greci, romanzo, 1870.
- L'assedio di Parigi, dramma popolare, 1871.
- Gli incendiari della Comune, o le stragi di Parigi ed il governo di Versailles, Milano, Legros Felice, 1871.
- Lucifero: fantasia romantica, Emilio Croci Editore, Milano, 1871.
- Plauto ed il suo teatro: scene romane; studio storico, Milano, C. Barbini, 1873.
- La locanda dei fanciulli rossi, dramma in quattro atti, 1873.
- Giulio Cesare, dramma, Milano, 1879.
- Marat, dramma teatrale, 1885.
- Caprera, atto unico, Bellinzona 1888.
- In basso, Milano, Sommaruga, 1885.
- Il crack delle banche, 1896